# Kaltenbach (Hinterweidenthal)

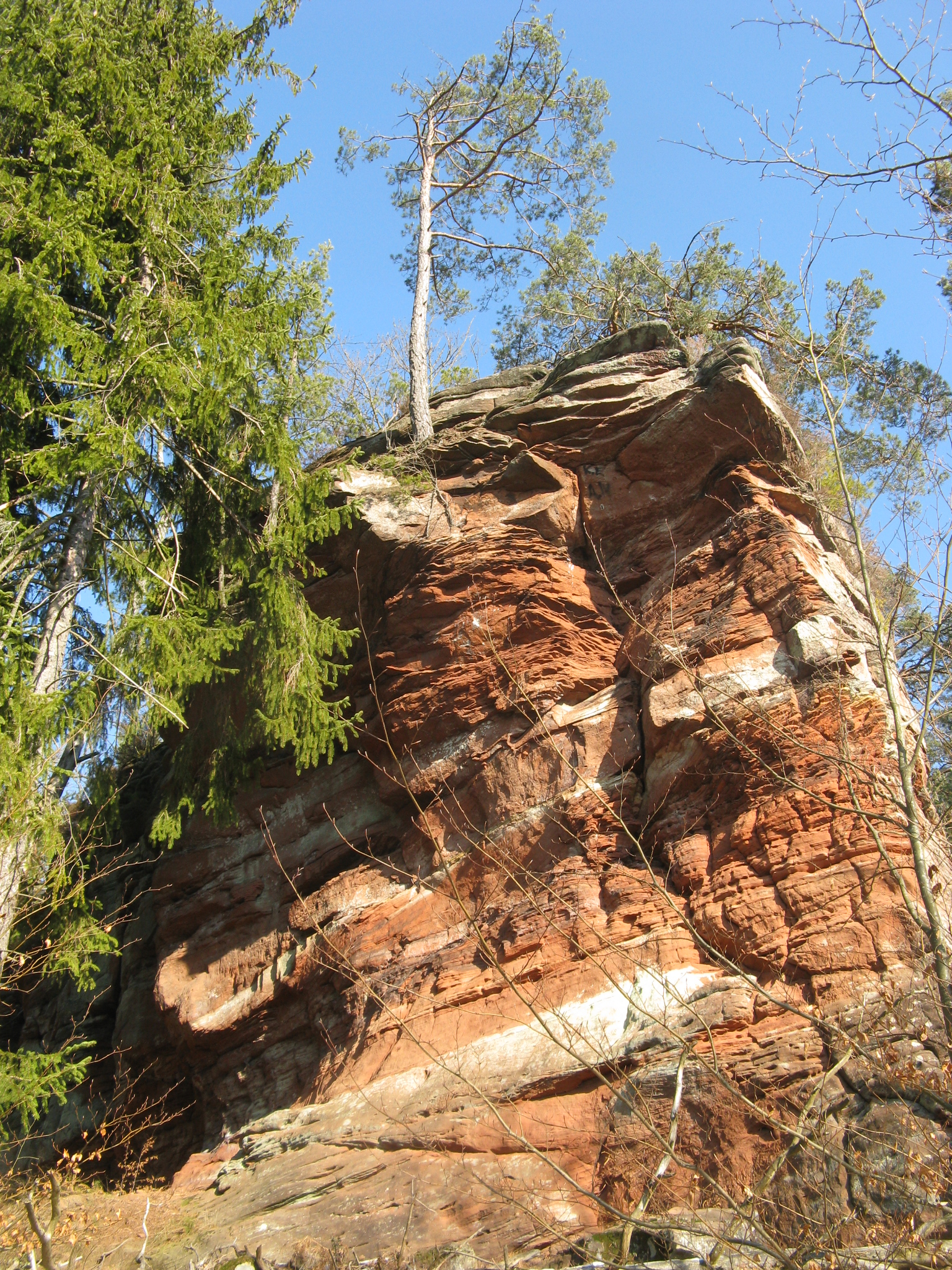
Handschuh-Kopf

Der Weiler Kaltenbach ist ein Ortsteil der Ortsgemeinde Hinterweidenthal im rheinland-pfälzischen Landkreis Südwestpfalz.

## Geographie

### Lage
Im äußersten Norden des Wasgaus, der den Südteil des Pfälzerwalds umfasst, und direkt nördlich der Hauptgemeinde liegt Kaltenbach auf etwa 250 m Höhe im Tal der 74 km langen Lauter, die hier am Oberlauf Wieslauter genannt wird.

### Gewässer
Der Weiler hat seinen Namen vom etwa 1,4 km langen Kaltenbach, der im Westen der Gemarkung von links in den Salzbach (17,1 km) mündet. Dieser erreicht 200 m unterhalb als rechter Zufluss die Wieslauter. Im südlichen Bereich von Kaltenbach mündet von links der Horbach (9,3 km) in die Wieslauter.

### Erhebungen
Westlich des Weilers erhebt sich der 324,6 m hohe Kaltenbacher Berg, südwestlich und dem Weiler näher der 323,9 m hohe Handschuh-Kopf. 

## Geschichte
Die älteste bekannte Nennung stammt aus dem Jahr 1198 („Chaldebach“). 1367 werden die beiden Dörfer Oberkaltenbach und Niederkaltenbach erwähnt, beide als Teil der Herrschaft Gräfenstein. Zur Herrschaft Gräfenstein gehörten neben der namensgebenden Burg Gräfenstein die Dörfer Clausen, Leimen, Merzalben, der östliche Teil von Münchweiler, Petersberg und der Hauptort Rodalben. Kaltenbach lag an der südöstlichen Grenze der Herrschaft Gräfenstein und war damit politisch nach Westen bzw. Nordwesten orientiert, ganz anders als Hinterweidenthal, das politisch nach Osten (pfälzisches Amt Annweiler) und Süden (Herrschaft Dahn) orientiert war. Die Herrschaft Gräfenstein war bis 1570 überwiegend in leiningischem oder pfälzischem Besitz und gehörte dann den Markgrafen von Baden-Baden. Aus dem Jahr 1455 stammt der Nachweis einer Kapelle in Kaltenbach.

## Sehenswürdigkeiten

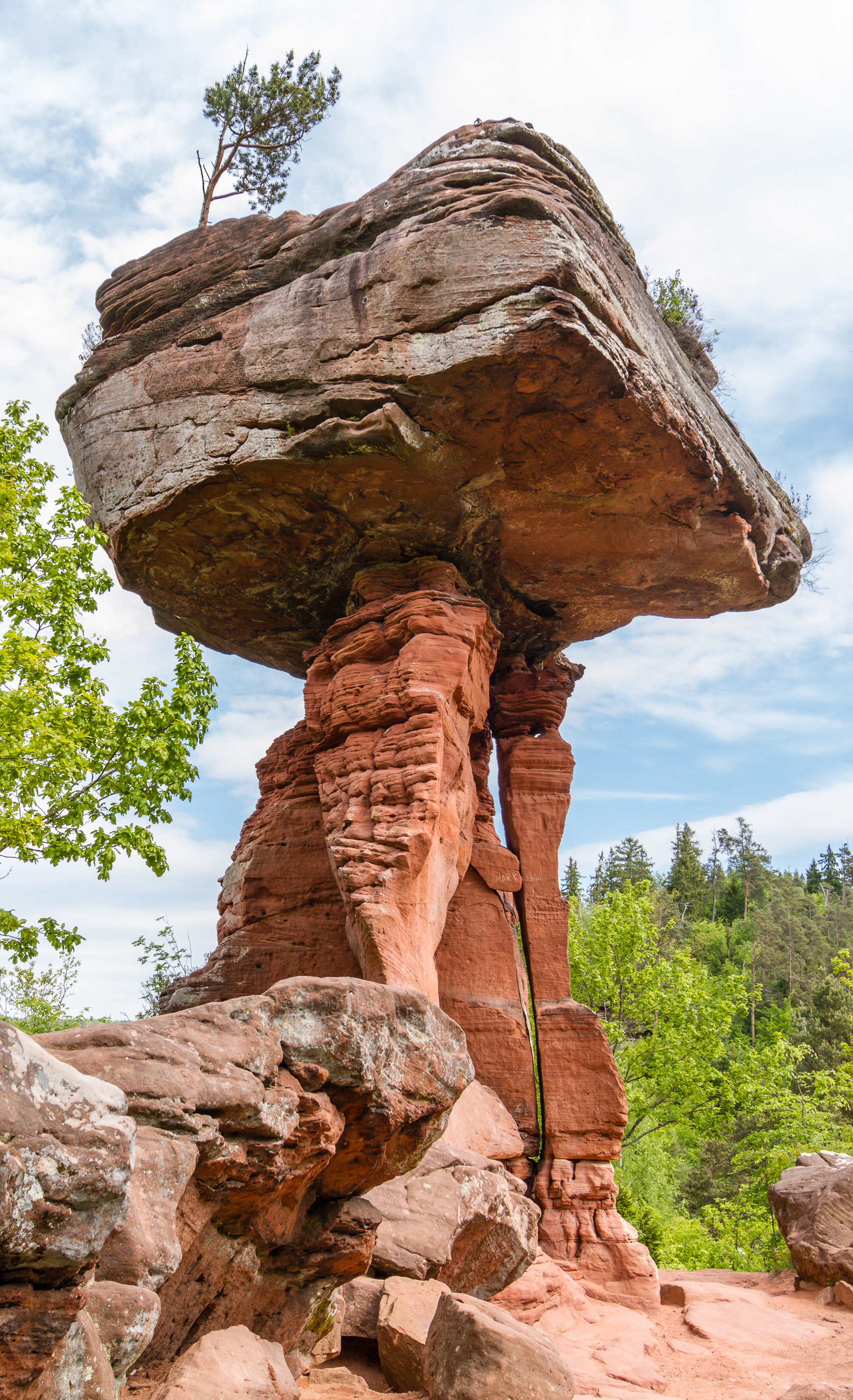
Teufelstisch

Südwestlich des Weilers steht in 284 m Höhe der Teufelstisch. Es handelt sich um einen 14 m hohen Buntsandsteinfelsen, der wie ein einbeiniger Tisch geformt ist und als eines der Wahrzeichen der Pfalz gilt.

## Verkehr

### Straßenverkehr
Im Norden des Wohngebiets verläuft die Bundesstraße 10 von Landau nach Pirmasens. Nach Süden zweigt die B 427 ab, die hier ihren Ursprung hat und über Dahn nach Bad Bergzabern führt.

### Schienenverkehr
Weiter nördlich und oberhalb des Wohngebiets durchquert die zur B 10 parallele Bahnstrecke Landau–Rohrbach die Gemarkung von Kaltenbach von Ost nach West. Ihr Haltepunkt trug, als die Strecke eröffnet wurde, zunächst den Namen Hinterweidenthal-Kaltenbach.
Im Zuge des Baues der Wieslauterbahn (über Dahn nach Bundenthal-Rumbach) wurde rund 2 km östlich ein neuer, später mehrfach umbenannter Abzweigbahnhof errichtet; anschließend wurde der alte Haltepunkt in Kaltenbach (Pfalz) umbenannt. Er erhielt, nachdem der Personenverkehr auf der – inzwischen reaktivierten – Wieslauterbahn eingestellt worden war, seinen heute noch gültigen Namen Hinterweidenthal.